# Partit del Manifest del Poble
El Partit del Manifest del Poble (portuguès: Partido do Manifesto do Povo, PMP) és un partit polític de Guinea Bissau.

## Història
El PMP fou establert en 2003 per Faustino Imbali. El partit va rebre el 0,8% dels vots a les eleccions legislatives de Guinea Bissau de 2004, i no va poder obtenir representació a l'Assemblea Nacional Popular. Imbali fou el candidat del partit a les eleccions presidencials de Guinea Bissau de 2005, però només va rebre el 0,52% dels vots, acabant el desè entre 13 candidats.
El partit no va participar en les eleccions legislatives de Guinea Bissau de 2008, ni a les eleccions presidencials de Guinea Bissau de 2009 ni de 2012, però tornà a la política activa quan va participar en les eleccions generals de Guinea Bissau de 2014. Va rebre el 0,7% dels vots i no va obtenir escó.